# 麥迪奧
麥迪奧(哈薩克語: Медеу; Medew、俄語: Медео)是一個事外競速滑冰和班迪球場。他坐落於哈薩克阿拉木圖東南部郊區的山谷。麥迪奧位於海拔1691公尺，使其成為世界上最高的滑冰場。 他有10500平方公尺的冰和先進的冷凍和洗冰設施來確保冰的品質。

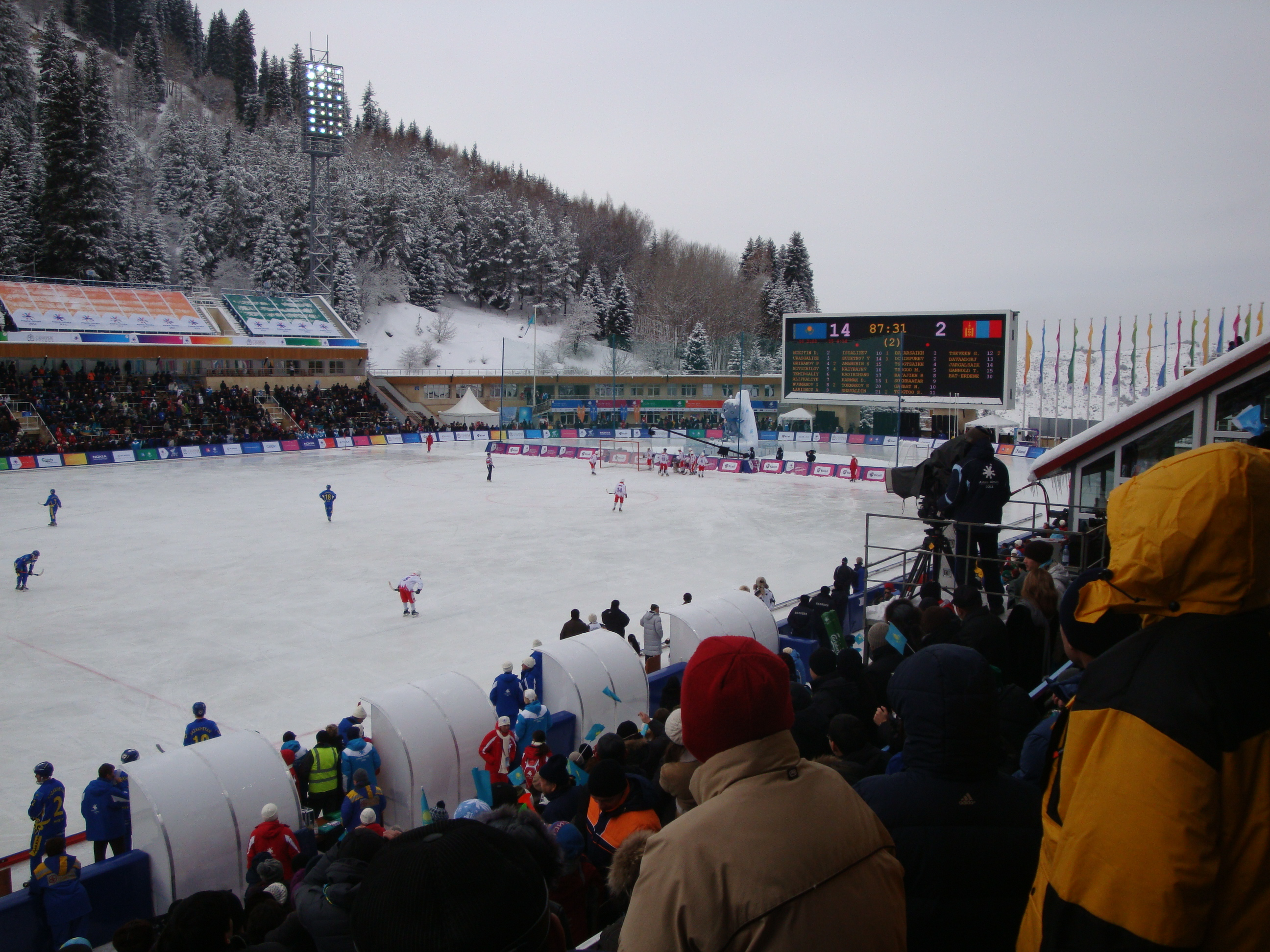
2011年亞洲冬季運動會班迪球比賽

## 外部連結
- 官方網站 （页面存档备份，存于）

43°09′27″N 77°03′31″E / 43.15750°N 77.05861°E